# Smiljan

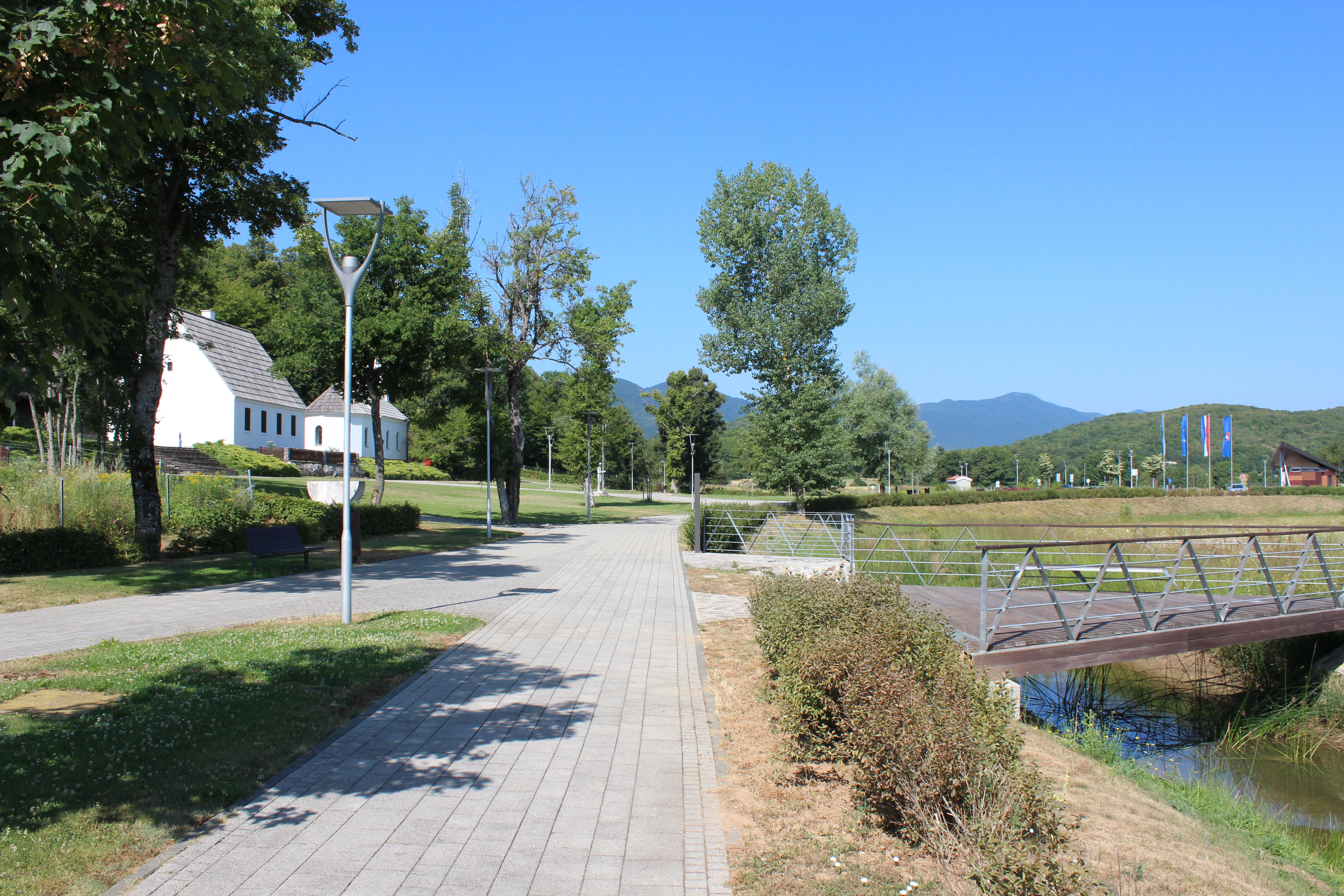
Poble Smilja

Smiljan (/smî̞ʎan/) és un poble muntanyós situat a Likavka, la actual Croàcia. La seva població es de 417 habitants (dades del 2011). Hi havia una necròpolis i s'han trobat restes d'assentaments antics amb elements de la cultura dels Iapods. Smilja és conegut per ser el lloc de naixement de Nikola Tesla (Никола Тесла) el 10 de juliol de 1856; actualment es pot visitar la casa on va néixer.